# Таламанка
Талама́нка (кат. Talamanca) - муніципалітет, розташований в Автономній області Каталонія, в Іспанії. Код муніципалітету за номенклатурою Інституту статистики Каталонії - 82779. Знаходиться у районі (кумарці) Бажас (коди району - 07 та BG) провінції Барселона, згідно з новою адміністративною реформою перебуватиме у складі Баґарії (округи) Центральна Каталонія. 

## Населення
Населення міста (у 2007 р.) становить 140 осіб (з них менше 14 років - 10%, від 15 до 64 - 80%, понад 65 років - 10%). У 2006 р. народжуваність склала 0 осіб, смертність - 2 особи, зареєстровано 0 шлюбів. У 2001 р. активне населення становило 60 осіб, з них безробітних - 7 осіб.

Серед осіб, які проживали на території міста у 2001 р., 85 народилися в Каталонії (з них 20 осіб у тому самому районі, або кумарці), 15 осіб приїхало з інших областей Іспанії, а 0 осіб приїхало з-за кордону. 

Університетську освіту має 18,9% усього населення. 

У 2001 р. нараховувалося 39 домогосподарств (з них 23,1% складалися з однієї особи, 33,3% з двох осіб,17,9% з 3 осіб, 20,5% з 4 осіб, 0% з 5 осіб, 5,1% з 6 осіб, 0% з 7 осіб, 0% з 8 осіб і 0% з 9 і більше осіб).

Активне населення міста у 2001 р. працювало у таких сферах діяльності : у сільському господарстві - 3,8%, у промисловості - 24,5%, на будівництві - 5,7% і у сфері обслуговування - 66%. 

 У муніципалітеті або у власному районі (кумарці) працює 59 осіб, поза районом - 34 особи.

### Безробіття
У 2007 р. нараховувалося 2 безробітних (у 2006 р. - 4 безробітних), з них чоловіки становили 0%, а жінки - 100%.

## Економіка

### Підприємства міста

#### Промислові підприємства
| \| Промислові підприємства міста, за сферою діяльності \| Промислові підприємства міста, за сферою діяльності \| Промислові підприємства міста, за сферою діяльності \| \| Рік \| 2002 р. \| 2001 р. \| \| --------------------------------------------------- \| --------------------------------------------------- \| --------------------------------------------------- \| \| Енергетичні та водні ресурси \| 66,7% \| 66,7% \| \| Хімія та метали \| 16,7% \| 16,7% \| \| Переробка металів \| 0% \| 0% \| \| Продукти харчування \| 16,7% \| 16,7% \| \| Текстиль \| 0% \| 0% \| \| Виробництво меблів, видання \| 0% \| 0% \| \| Інше \| 0% \| 0% \| \| Усього підприємств \| 6 \| 6 \| |         |         |
| Промислові підприємства міста, за сферою діяльності |         |         |
| Рік | 2002 р. | 2001 р. |
| Енергетичні та водні ресурси | 66,7%   | 66,7%   |
| Хімія та метали | 16,7%   | 16,7%   |
| Переробка металів | 0%      | 0%      |
| Продукти харчування | 16,7%   | 16,7%   |
| Текстиль | 0%      | 0%      |
| Виробництво меблів, видання | 0%      | 0%      |
| Інше | 0%      | 0%      |
| Усього підприємств | 6       | 6       |

#### Роздрібна торгівля
| \| Підприємства роздрібної торгівлі міста, за сферою діяльності \| Підприємства роздрібної торгівлі міста, за сферою діяльності \| Підприємства роздрібної торгівлі міста, за сферою діяльності \| \| Рік \| 2002 р. \| 2001 р. \| \| ------------------------------------------------------------ \| ------------------------------------------------------------ \| ------------------------------------------------------------ \| \| Продукти харчування \| 33,3% \| 33,3% \| \| Одяг та взуття \| 0% \| 0% \| \| Товари для дому \| 0% \| 0% \| \| Книги та періодичні видання \| 0% \| 0% \| \| Промислова хімічна продукція \| 0% \| 0% \| \| Продукція, пов'язана з транспортними засобами \| 0% \| 0% \| \| Інше \| 66,7% \| 66,7% \| \| Усього підприємств \| 3 \| 3 \| |         |         |
| Підприємства роздрібної торгівлі міста, за сферою діяльності |         |         |
| Рік | 2002 р. | 2001 р. |
| Продукти харчування | 33,3%   | 33,3%   |
| Одяг та взуття | 0%      | 0%      |
| Товари для дому | 0%      | 0%      |
| Книги та періодичні видання | 0%      | 0%      |
| Промислова хімічна продукція | 0%      | 0%      |
| Продукція, пов'язана з транспортними засобами | 0%      | 0%      |
| Інше | 66,7%   | 66,7%   |
| Усього підприємств | 3       | 3       |

#### Сфера послуг
| \| Підприємства міста, що працюють у сфері послуг, за діяльністю \| Підприємства міста, що працюють у сфері послуг, за діяльністю \| Підприємства міста, що працюють у сфері послуг, за діяльністю \| \| Рік \| 2002 р. \| 2001 р. \| \| ------------------------------------------------------------- \| ------------------------------------------------------------- \| ------------------------------------------------------------- \| \| Гуртова торгівля \| 25% \| 16,7% \| \| Готелі та готельний бізнес \| 37,5% \| 33,3% \| \| Транспорт та зв'язок \| 12,5% \| 16,7% \| \| Посередницькі фінансові послуги \| 0% \| 0% \| \| Послуги підприємствам \| 0% \| 0% \| \| Послуги фізичним особам \| 0% \| 0% \| \| Нерухомість та ін. \| 25% \| 33,3% \| \| Усього підприємств \| 8 \| 6 \| |         |         |
| Підприємства міста, що працюють у сфері послуг, за діяльністю |         |         |
| Рік | 2002 р. | 2001 р. |
| Гуртова торгівля | 25%     | 16,7%   |
| Готелі та готельний бізнес | 37,5%   | 33,3%   |
| Транспорт та зв'язок | 12,5%   | 16,7%   |
| Посередницькі фінансові послуги | 0%      | 0%      |
| Послуги підприємствам | 0%      | 0%      |
| Послуги фізичним особам | 0%      | 0%      |
| Нерухомість та ін. | 25%     | 33,3%   |
| Усього підприємств | 8       | 6       |

## Житловий фонд
У 2001 р. 7,7% усіх родин (домогосподарств) мали житло метражем до 59 м2, 33,3% - від 60 до 89 м2, 17,9% - від 90 до 119 м2 і
41% - понад 120 м2.

З усіх будівель у 2001 р. 38,5% було одноповерховими, 38,5% - двоповерховими, 22,5
% - триповерховими, 0% - чотириповерховими, 0,5% - п'ятиповерховими, 0% - шестиповерховими,
0% - семиповерховими, 0% - з вісьмома та більше поверхами.

## Автопарк
| \| Автомобілі, зареєстровані у місті, за призначенням \| Автомобілі, зареєстровані у місті, за призначенням \| Автомобілі, зареєстровані у місті, за призначенням \| \| Рік \| 2006 р. \| 2005 р. \| \| -------------------------------------------------- \| -------------------------------------------------- \| -------------------------------------------------- \| \| Приватні автомобілі \| 90,9% \| 91% \| \| Мотоцикли \| 1,6% \| 1,3% \| \| Вантажівки \| 5,5% \| 6,1% \| \| Трактори \| 1% \| 0,5% \| \| Автобуси та ін. \| 1% \| 1,2% \| \| Усього автомобілів \| 613 шт. \| 608 шт. \| |         |         |
| Автомобілі, зареєстровані у місті, за призначенням |         |         |
| Рік | 2006 р. | 2005 р. |
| Приватні автомобілі | 90,9%   | 91%     |
| Мотоцикли | 1,6%    | 1,3%    |
| Вантажівки | 5,5%    | 6,1%    |
| Трактори | 1%      | 0,5%    |
| Автобуси та ін. | 1%      | 1,2%    |
| Усього автомобілів | 613 шт. | 608 шт. |

## Вживання каталанської мови
У 2001 р. каталанську мову у місті розуміли 100% усього населення (у 1996 р. - 100%), вміли говорити нею 94,9% (у 1996 р. - 
91,7%), вміли читати 94,9% (у 1996 р. - 90,5%), вміли писати 65,3
% (у 1996 р. - 58,3%). Не розуміли каталанської мови 0%.

## Політичні уподобання
У виборах до Парламенту Каталонії у 2006 р. взяло участь 83 особи (у 2003 р. - 74 особи). Голоси за політичні сили розподілилися таким чином:
| \| Вибори до Парламенту Каталонії \| Вибори до Парламенту Каталонії \| Вибори до Парламенту Каталонії \| \| Рік \| 2006 р. \| 2003 р. \| \| -------------------------------------- \| ------------------------------ \| ------------------------------ \| \| Конвергенція та Єднання (CiU) \| 47% \| 51,4% \| \| Соціалістична партія Каталонії (PSC) \| 8,4% \| 16,2% \| \| Народна партія (PP) \| 9,6% \| 6,8% \| \| Ініціатива за зелену Каталонію (IC) \| 9,6% \| 6,8% \| \| Республіканська лівиця Каталонії (ERC) \| 24,1% \| 18,9% \| \| Громадянська партія (C's) \| 0% \| 0% \| \| Інші \| 1,2% \| 0% \| |         |         |
| Вибори до Парламенту Каталонії |         |         |
| Рік | 2006 р. | 2003 р. |
| Конвергенція та Єднання (CiU) | 47%     | 51,4%   |
| Соціалістична партія Каталонії (PSC) | 8,4%    | 16,2%   |
| Народна партія (PP) | 9,6%    | 6,8%    |
| Ініціатива за зелену Каталонію (IC) | 9,6%    | 6,8%    |
| Республіканська лівиця Каталонії (ERC) | 24,1%   | 18,9%   |
| Громадянська партія (C's) | 0%      | 0%      |
| Інші | 1,2%    | 0%      |